# Joseph Werth
Joseph Werth SI (ur. 4 października 1952 w Karagandzie) – rosyjski duchowny katolicki pochodzenia niemieckiego, biskup Nowosybirska i egzarcha apostolski Rosji.

## Życiorys
Po ukończeniu seminarium duchownego w Kownie święcenia kapłańskie otrzymał 27 maja 1984.
Po święceniach pracował krótko jako wikariusz w Święcianach na Litwie. Następnie był proboszczem parafii w parafii Dobrego Pasterza w Aktobe w Kazachstanie - (obwód aktobski) (od lipca 1985 do listopada 1988) a następnie w mieście Marks nad Wołgą (1988-1991).

## Episkopat
13 kwietnia 1991 został mianowany administratorem apostolskim Syberii oraz biskupem tytularnym Bulna. Sakry biskupiej udzielił mu kard. Francesco Colasuonno.
W 1999 po podziale administracji kościelnej w Rosji został administratorem apostolskim Syberii Zachodniej ze stolicą w Nowosybirsku.
Decyzją Jana Pawła II 11 lutego 2002 utworzono Diecezję Przemienienia Pańskiego w Nowosybirsku, której został pierwszym ordynariuszem.
Ponadto biskup Joseph Werth jest ordynariuszem Rosyjskiego Kościoła greckokatolickiego, który obecnie nie posiada własnej egzarchów. W latach 2005–2011 był przewodniczącym Konferencji Katolickiego Episkopatu Rosji. W 2017 został wybrany na wiceprzewodniczącego Katolickiej Konferencji Episkopatu Rosji